# Diktatur
Diktatur (fra latin: dictatura, en diktators embede) er en statsform, hvor al magt er placeret hos én diktator eller en lille gruppe personer (oligarki er ved et mindre antal personer), som har uindskrænket magt.

## Diktatur i Romerriget
Oprindeligt anvendtes diktatur om en institution i det gamle Rom, hvor udvalgte embedsmænd i presserende situationer "demokratisk" kunne tildeles absolut magt til at forvalte statens anliggender, da et sådant "direkte" styre var mere effektivt end republikkens bureaukrati. Disse "diktaturer" var på forhånd tidsbegrænsede, og den valgte "diktator" blev efter sit diktatur gjort ansvarlig for at have forvaltet sin magt med omtanke og forstand. Denne demokratiske institution ophørte omkring det andet århundrede f.Kr., og senere diktatorer som Sulla og de romerske kejsere minder i langt højere grad om, hvad vi i dag forstår ved diktatur.

## Diktatur i nyere tid
I dag bruges ordet generelt negativt om et system med et centraliseret magtapparat, hvor lovgivende, dømmende og udøvende magt ikke er adskilt, og hvor en diktator kan udøve sin magt uden at skele til moralske og etiske konsekvenser. Vedkommende er sjældent demokratisk valgt men er ofte kommet til magten ved et statskup eller en revolution, og selv om det ofte forsikres, at diktaturet blot er indført midlertidigt for bedre at bekæmpe presserende problemer, så er tendensen, at diktatoren er særdeles utilbøjelig til at afgive magten.
Sådanne diktaturer overlever på grund af den frygt, folket nærer for styret. Ofte bruges væbnet magt, propaganda og fængsling af dissidenter som midler til at forhindre, at styrets legitimitet undergraves. Ofte ses systemer med kun ét parti – diktatorens eget. Der kan afholdes skindemokratiske valg, der dog sjældent anerkendes af andre stater.